# غوستافو إندرس
غوستافو إندرس (بالإنجليزية: Gustavo Endres) ، من مواليد 23 أغسطس 1975، هو متقاعد لاعب الكرة الطائرة البرازيلية، هو عضو في منتخب البرازيل لكرة الطائرة في 1997-2008. غوستافو الأولمبية بطل اثينا 2004، الميدالية الفضية لدورة الألعاب الاولمبية من بكين عام 2008، العالم بطل (2002، 2006)، الميدالية متعددة لرابطة العالم، بطولة أمريكا الجنوبية، وكأس العالم وكأس الكبرى أبطال أوروبا.

## الجوائز و الالقاب

### الفردية
- أفضل مانع - الألعاب الأولمبية الصيفية 2008
- أفضل مانع - الدوري العالمي للكرة الطائرة 2007

## وصلات خارجية
- غوستافو إندرس على موقع الاتحاد الأوروبي (الإنجليزية)
- غوستافو إندرس على موقع عالم الكرة الطائرة (الإنجليزية)
- غوستافو إندرس على موقع دوري الدرجة الأولى الإيطالي للكرة الطائرة - رجال (الإيطالية)
- غوستافو إندرس على موقع اللجنة الأولمبية الدولية (الإنجليزية)
- غوستافو إندرس على موقع أوليمبيديا (الإنجليزية)
- غوستافو إندرس على موقع اللجنة الأولمبية البرازيلية (البرتغالية)

- LegaVolley profile